# 加斯科內德 (密蘇里州)
加斯科內德（英語：Gasconade）是位於美國密蘇里州加斯科內德縣的城市。

## 人口
根據2020年美國人口普查的數據，加斯科內德的面積為0.53平方千米，皆為陸地。當地共有人口172人，而人口密度為每平方千米325人。